# Maoshan Daoyuan
Der Maoshan Daoyuan (Daoistischer Tempel im Maoshan-Gebirge) (chinesisch 茅山道院, Pinyin Máoshān Dàoyuàn, englisch Maoshan Daoist Temple/Mt. Mao Daoist Temple) ist ein daoistischer Tempel im Maoshan-Gebirge (Mao Shan) auf dem Gebiet der Stadt Jurong in der chinesischen Provinz Jiangsu. Er ist eine berühmte Stätte des Daoismus und steht auf der Liste der 21 wichtigsten daoistischen Tempel des chinesischen Staatsrates. Die daoistische Shangqing-Schule (Shangqing pai) heißt auch Maoshan-Schule (Maoshan pai). Der Tempel hat ein eigenes Orchester.